# Península Chavdar

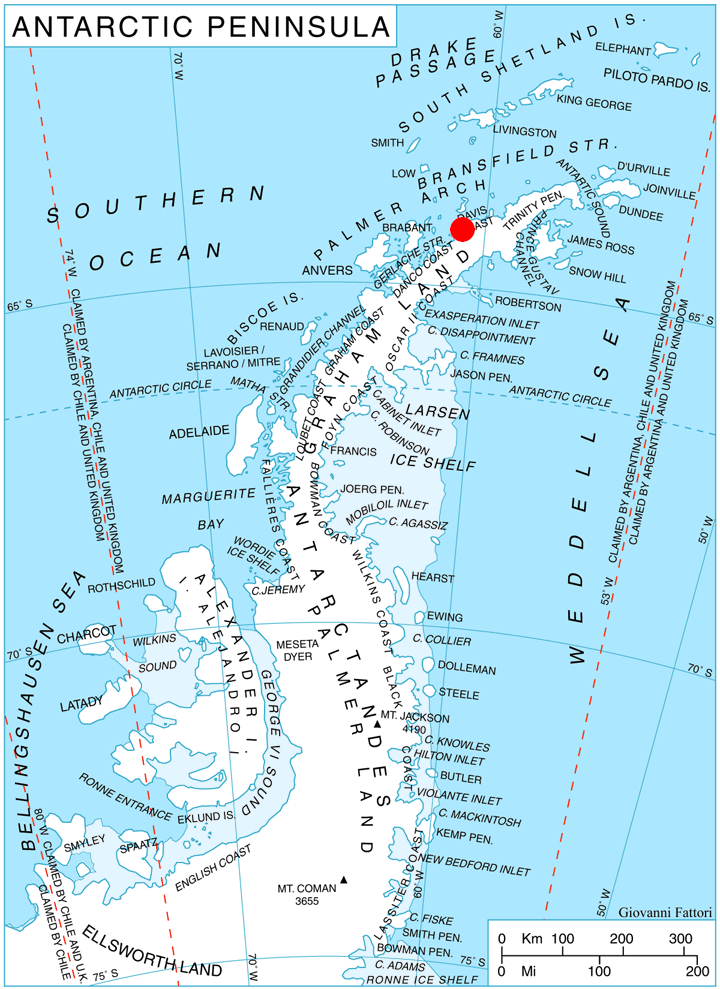
Localização da Península Chavdar na Terra de Graham, Península Antártica.

A Península Chavdar (Poluostrov Chavdar \po-lu-'os-trov chav-'dar\) é uma península de 10 km de largura se projetando a 13 km na direção noroeste da Terra de Graham na Península Antártica, na Antártida. Ligada pela Baía de Curtiss a nordeste, a Baía de Hughes a sudoeste e ao Estreito de Gerlache a noroeste. A sua extremidade oeste do Cabo Sterneck separa a Costa de Danco a sudoeste e a Costa de Davis a nordeste.
A Península Chavdar foi denominada com o nome do líder rebelde búlgaro Chavdar Voyvoda.

## Localização
A península está localizada em 64° 05′ 25″ S, 60° 52′ 45″ O.
Mapeamento britânico em 1978.

## Mapas
- British Antarctic Territory.  Scale 1:200000 topographic map No. 3198. DOS 610 – W 64 60.  Tolworth, UK, 1978.
- Antarctic Digital Database (ADD).  Scale 1:250000 topographic map.  Scientific Committee on Antarctic Research (SCAR), 1993–2006.